# Союз ТМА-20
Союз ТМА-20 е пилотиран космически полет до Международната космическа станция (МКС) и е част от програмата „Союз“.

## Екипаж

### Основен
- Дмитрий Кондратиев(1) – командир
- Катрин Кулмън(3) – бординженер
- Паоло Несполи(2) – бординженер

#### Дублиращ
- Анатолий Иванишин – командир
- Майкъл Фосъм – бординженер
- Сатоши Фурукава – бординженер

## Програма
Два дни след старта от космодрума Байконур в Казахстан на 15 декември 2010 г. корабът трябва да се скачи с МКС. Екипажът на Союз ТМА-20 представлява половината от членовете на Експедиция 27 на МКС. Останалите членове на експедицията пристигат с кораба Союз ТМА-21 през април 2011.
На 24 май 2011 г., след прекарани 159 денонощия в космоса, Союз ТМА-20 трябва да се приземява успешно в района на Жезказган, Казахстан.

### Най-високият член на екипажа
Астронавтът на ЕКА Паоло Несполи, е най-високият член на екипаж, летял на борда на кораба „Союз“ – височината му е 188 см. За него са специално изработени кресло и оборудване за настаняване на човек с такава височина в космическия кораб.

## Повреда при транспортирането на кораба към космодрума
Преди полета на кораба „Союз“ са нанесени повреди по време на транспортирането му към космодрума на 5 октомври 2010 г., съобщава Интерфакс. Специалистите правят проверка на космическия апарат, който е изпратен с влак от Русия към Казахстан. След първият оглед не става ясно дали космически кораб трябва да бъде върнат в завода на РСК „Енергия“ в Москва. По-късно е заменен само повреденият спускаем апарат с нов, който е донесен до Байконур на борда на товарен самолет. Този спускаем апарат е част от Союз ТМА-21.
Въпреки повредите на спускаемия апарат, председателят на РСК „Енергия“ Виталий Лопота заявява пред медиите, че мисията ще се проведе през декември, както е планирано. Говорителят на „Роскосмос“ също съобщава, че планираната дата няма да се променя, защото има резервни космически кораби, които могат да са на разположение на Байконур, ако е необходимо.

## Описание на полета

### Старт
На 12 декември 2010 г. „Союз ТМА-20“ е установен към ракетата-носител „Союз-ФГ“ и системата за аварийно спасяване, което позволява на Държавната комисия да обяви, че всичко е готово за старта. Подготовката на стартовата площадка за старта започва сутринта на 13 декември 2010 година.
„Союз ТМА-20“ успешно стартира от площадка № 1 на космодрума Байконур на 15 декември 2010 г. и след около десет минути успешно достига орбита.

### Скачване
„Союз ТМА-20“ се скачва с модул Рассвет в 20:11 UTC на 17 декември 2010 г. Това става докато космическата станция се намира над Западна Африка, на височина около 360 километра.
- „Союз ТМА-20“ се приближава към Международната космическа станция
- „Союз ТМА-20“, скачен към модул „Зора“
- Кондратиев и Кулмън в „Союз ТМА-20“

### Разкачване и кацане
След прекарани 157 денонощия на МКС, „Союз ТМА-20“ се отделя от модула „Рассвет“ в 21:35 UTC на 23 май 2011 г. По това време МКС е над източната част на Китай.
„Союз ТМА-20“ се приземява успешно в 02:27 UTC на 24 май 2011 г., след полет от над 159 денонощия. Кондратиев и Кулмън са в добра форма, докато Несполи има леки проблеми с вестибуларния апарат.
- Космическия кораб „Союз ТМА-20“ напуска космическата станция на 23 май 2011 г.
- „Союз ТМА-20“ се спуска към Земята.
- Моментът на приземяването на „Союз ТМА-20“ в района на Жезказган, Казахстан.
- Видео на приземяването на „Союз ТМА-20“.
- Екипажът на „Союз ТМА-20“ веднага след кацането.